# Hansle Parchment
Hansle George Parchment (Saint Thomas, 17 juni 1990) is een Jamaicaanse atleet, die gespecialiseerd is in het hordelopen. Hij vertegenwoordigde zijn vaderland tweemaal op de Olympische Spelen, wat hem een bronzen en een gouden medaille opleverde. Hij was bovendien van 2012 tot in 2017 houder van het nationale record op de 110 m horden.

## Carrière

### Eerste internationale successen
Parchment deed zijn eerste internationale ervaring op in 2007 bij de wereldkampioenschappen voor atleten tot 18 jaar (U18) in Ostrava; hij kwam daar tot de halve finale. Bij zijn debuut op de Centraal-Amerikaanse en Caribische Spelen 2010 in Mayagüez eindigde hij als vijfde op de 110 m horden. In Delhi nam de Jamaicaan deel aan de Gemenebestspelen 2010; op dit toernooi eindigde hij als vijfde op de 110 m horden. Op de universiade van 2011 in Shenzhen sleepte hij op dit onderdeel de gouden medaille in de wacht. 

### Brons bij olympisch debuut
Nadat hij eerder in 2012 zijn eerste nationale titel had behaald, veroverde Parchment tijdens de Olympische Spelen in Londen de bronzen medaille op de 110 m horden, achter de Amerikanen Aries Merritt (goud; 12,92) en Jason Richardson (zilver; 13,04). Zijn tijd van 13,12 s betekende een nationaal record voor Jamaica. 
Tijdens de Prefontaine Classic op 1 juni 2013 in Eugene stelde hij zijn eigen record verder bij tot 13,05. Later die maand blesseerde Parchment zich bij de warming-up voor de Jamaicaanse kwalificatiewedstrijden door tegen een horde aan te lopen. Hij werd alsnog opgenomen in het team voor de wereldkampioenschappen van Moskou, waar hij hersteld aan de start verscheen. Tijdens de halve finales ging het opnieuw mis: terwijl hij de koppositie had hij raakte de negende horde en moest hij geblesseerd de baan verlaten.

### Voor het eerst onder de 13 seconden
In 2014, bij de Meeting Areva in Frankrijk, liep Parchment voor het eerst onder de 13 seconden op de 110 m horden: hij won de wedstrijd in 12,94 s. Dat was opnieuw een verbetering van zijn eigen nationale record. Dit record zou standhouden tot in 2017, toen het werd verbeterd door Omar McLeod.
Parchment won in 2015 het zilver op de WK in Peking in 13,03 achter de Rus Sergej Sjoebenkov. In 2016 kampte hij met blessures, hij miste daardoor de Jamaicaanse Trials, maar er werd een uitzondering voor hem gemaakt en hij mocht alsnog naar de Spelen. Maar vlak daarvoor besloot hij zich alsnog terug te trekken, vanwege zijn blessure. Landgenoot Andrew Riley nam zijn plek in.
Twee jaar later was Parchment er op de WK in Londen opnieuw bij, maar deze keer wist hij in de finale niet verder te komen dan de achtste plaats in 13,37. Bij de Gemenebestspelen in het Australische Gold Coast deed hij het een jaar later weer een stuk beter, want daar veroverde hij achter zijn landgenoot Donald Levy de zilveren medaille in 13,22.

### Olympisch kampioen
In 2021 bereikte Parchment het hoogtepunt van zijn atletiekloopbaan door op de Olympische Spelen van 2020 in Tokio in de finale van de 110 m horden de topfavoriet voor het goud, de Amerikaan Grant Holloway, te verslaan. De Jamaicaan werd in 13,04 olympisch kampioen. 

### Studie
Perkament heeft psychologie gestudeerd aan de University of the West Indies in Kingston.

## Titels
- Olympisch kampioen 110 m horden - 2020
- Universitair kampioen 110 m horden - 2011
- NACAC-kampioen 110 m horden - 2018
- CAC-kampioen 4 × 100 m - 2011
- Jamaicaans kampioen 110 m horden - 2012

## Persoonlijk record
| Onderdeel    | Prestatie        | Datum             | Plaats |
| ------------ | ---------------- | ----------------- | ------ |
| 110 m horden | 12,93 (+0,9 m/s) | 12 september 2023 | Eugene |

## Palmares

### 110 m horden
Kampioenschappen
- 2007: 5e in ½ fin. WK U18 – 14,13 s
- 2010: 5e Centraal-Amerikaanse en Caribische Spelen – 13,97 s
- 2010: 5e Gemenebestspelen – 13,71 s
- 2011:  Universiade – 13,24 s
- 2012:  Jamaicaanse kamp. – 13,18 s
- 2012:  OS - 13,12 s
- 2013: DNF ½ fin. WK – (in serie 13,43 s)
- 2015:  WK – 13,03 s
- 2017: 8e WK – 13,37 s
- 2018:  Gemenebestspelen – 13,22 s
- 2018:  NACAC-kamp. - 13,28 s
- 2021:  OS – 13,04 s
- 2022:  Jamaicaanse kamp. – 13,14 s
- 2023:  WK – 13,07 s

Diamond League-podiumplekken
- 2012:  Athletissima – 13,15 s
- 2012:  Memorial Van Damme – 13,14
- 2013:  Prefontaine Classic – 13,05 s
- 2014:  Meeting Areva – 12,94 s
- 2021:  Meeting de Paris – 13,03 s
- 2022:  British Grand Prix - 13,09 s
- 2023:  Wanda Diamond League Xiamen - 12,96 s
- 2023:  Prefontaine Classic - 12,93 s

### 4 × 100 m
- 2011:  CAC-kamp. - 39,74 s

1896: Tom Curtis ·
1900: Alvin Kraenzlein ·
1904: Frederick Schule ·
1908: Forrest Smithson ·
1912: Fred Kelly ·
1920: Earl Thomson ·
1924: Daniel Kinsey ·
1928: Sydney Atkinson ·
1932: George Saling ·
1936: Forrest Towns ·
1948: William Porter ·
1952: Harrison Dillard ·
1956: Lee Calhoun ·
1960: Lee Calhoun ·
1964: Hayes Jones ·
1968: Willie Davenport ·
1972: Rod Milburn ·
1976: Guy Drut ·
1980: Thomas Munkelt ·
1984: Roger Kingdom ·
1988: Roger Kingdom ·
1992: Mark McKoy ·
1996: Allen Johnson ·
2000: Anier García ·
2004: Liu Xiang ·
2008: Dayron Robles ·
2012: Aries Merritt ·
2016: Omar McLeod ·
2020: Hansle Parchment ·
2024: Grant Holloway